# 6 Eridani
6 Eridani är en orange jätte i stjärnbilden Eridanus. 
Stjärnan har visuell magnitud +5,81 och är svagt synlig för blotta ögat vid god seeing. Den befinner sig på ett avstånd av ungefär 665 ljusår.